# Phoronis (Epos)
Die Phoronis (altgriechisch Φορωνίς) ist ein fragmentarisch überliefertes griechisches Epos aus dem 7. oder 6. Jahrhundert v. Chr. Der Verfasser ist nicht bekannt.
Der Titel geht zurück auf Phoroneus, den ersten Menschen des pelasgischen, vorhellenischen Menschengeschlechts.
Die Phoronis wurde von Akusilaos und vielleicht auch Hellanikos von Lesbos verarbeitet.

## Ausgaben
- Albert Bernabé (Hrsg.): Poetarum epicorum Graecorum testimonia et fragmenta. Bd. 1. Teubner, Leipzig 1987, ISBN 3-322-00352-3, S. 118–121